# Copa Audi
A Copa Audi é um torneio de futebol amistoso que visa a pré-temporada e que conta com quatro times, sendo considerada como uma das maiores competições amistosas do mundo.
Organizado pela empresa automobilística Audi, o torneio foi criado em 2009 para comemorar o seu 100º aniversário. As disputas acontecem de 2 em 2 anos no estádio Allianz Arena, em Munique, na Alemanha.

## Títulos

### Por clube
| Clube              | Títulos               | Vices          | 3º lugar | 4º lugar              |
| ------------------ | --------------------- | -------------- | -------- | --------------------- |
| Bayern de Munique  | 3 (2009, 2013 e 2015) | 2(2011 e 2019) |          | 1 (2017)              |
| Tottenham          | 1 (2019)              |                | 1 (2015) |                       |
| Barcelona          | 1 (2011)              |                |          |                       |
| Atlético de Madrid | 1 (2017)              |                |          |                       |
| Manchester United  |                       | 1 (2009)       |          |                       |
| Manchester City    |                       | 1 (2013)       |          |                       |
| Real Madrid        |                       | 1 (2015)       | 1 (2019) |                       |
| Liverpool          |                       | 1 (2017)       |          |                       |
| Milan              |                       |                | 1 (2013) | 3 (2009, 2011 e 2015) |
| Boca Juniors       |                       |                | 1 (2009) |                       |
| Internacional      |                       |                | 1 (2011) |                       |
| Napoli             |                       |                | 1 (2017) |                       |
| São Paulo          |                       |                |          | 1 (2013)              |
| Fenerbahçe         |                       |                |          | 1 (2019)              |

### Por país
| País       | Títulos               | Vices                 | 3º lugar        | 4º lugar              |
| ---------- | --------------------- | --------------------- | --------------- | --------------------- |
| Alemanha   | 3 (2009, 2013 e 2015) | 2 (2011 e 2019)       |                 | 1 (2017)              |
| Espanha    | 2 (2011, 2017)        | 1 (2015)              | 1 (2019)        |                       |
| Inglaterra | 1 (2019)              | 3 (2009, 2013 e 2017) | 1 (2015)        |                       |
| Itália     |                       |                       | 2 (2013 e 2017) | 3 (2009, 2011 e 2015) |
| Brasil     |                       |                       | 1 (2011)        | 1 (2013)              |
| Argentina  |                       |                       | 1 (2009)        |                       |
| Turquia    |                       |                       |                 | 1 (2019)              |

### Maiores artilheiros
| Posição | Jogador             | Clube             | Gols |
| ------- | ------------------- | ----------------- | ---- |
| 1       | Thomas Müller       | Bayern de Munique | 3    |
| 1       | Thiago Alcântara    | Barcelona         | 3    |
| 1       | Karim Benzema       | Real Madrid       | 3    |
| 3       | Leandro Damião      | Internacional     | 2    |
| 3       | Zlatan Ibrahimović  | Milan             | 2    |
| 3       | Stephan El Shaarawy | Milan             | 2    |
| 3       | Edin Džeko          | Manchester City   | 2    |
| 3       | Mario Mandžukić     | FC Bayern München | 2    |
| 3       | Robert Lewandowski  | FC Bayern München | 2    |